# Árkod
Árkod (szerbül Јарковац / Jarkovac, németül Јаrkovatz) település Szerbiában, a Vajdaságban, a Közép-bánsági körzetben, Torontálszécsány községben.
Szabó Magda Abigél című regényében is szerepel egy ilyen nevű település, ez azonban fiktív hely, nem azonos a vajdasági településsel.

## Fekvése
Nagybecskerektől délkeletre, a Duna–Tisza–Duna-csatorna-Berzava csatornarendszer partján, Nezsény, Kismargita és Számos közt fekvő település.

## Története
1910-ben 3019 lakosából 2602 szerb (86,2%), 313 német (10,4%), 54 magyar (1,8%), 14 román, 6 horvát, 4 szlovák volt
A trianoni békeszerződésig Torontál vármegye Antalfalvi járásához tartozott.

## Források

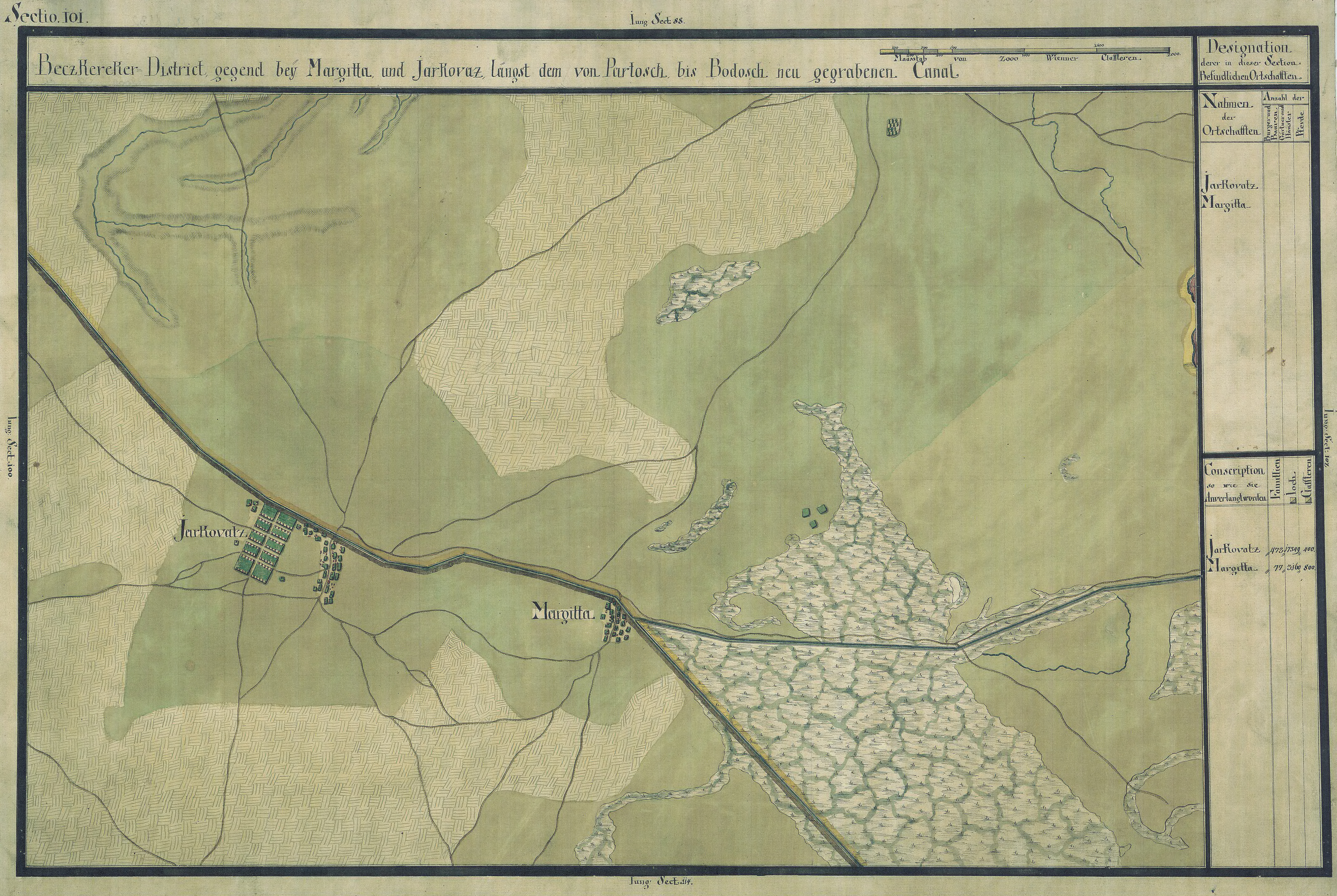
Árkod egy régi térképen

## Népesség

### Demográfiai változások
| 1948 | 1953 | 1961 | 1971 | 1981 | 1991 | 2002 | 2011 |
| ---- | ---- | ---- | ---- | ---- | ---- | ---- | ---- |
| 2936 | 3035 | 2963 | 2624 | 2291 | 2155 | 1817 | 1505 |